# Sean Evans
Sean Evans (Philadelphia, Pensilvania, 20 de octubre de 1988) es un baloncestista estadounidense que con 2,03 metros de estatura, juega en la posición de ala-pívot. Actualmente es agente libre.

## Trayectoria deportiva
Es un base formado en la universidad de St. John's Red Storm. Tras no ser elegido en el Draft de la NBA de 2011, debutaría como profesional en Alemania, donde jugaría un breve periodo para el ART Giants Düsseldorf en la segunda división local, antes de unirse a las filas del BG Göttingen de la BBL.
Más tarde, jugaría la temporada 2012-13 en los Idaho Stampede de la liga de desarrollo de la NBA y en la liga coreana. Acabaría la temporada 2013-14 en las filas del Hapoel Eilat B.C. israelí y jugaría la siguiente temporada en el Hapoel Holon.
En verano de 2015, firmaría por una temporada para jugar en la liga turca en el conjunto del Sakarya Büyükşehir Belediyesi S.K.
En enero de 2017, firma hasta el final de la temporada con el conjunto del Lavrio, para acabar la temporada 2016-17 y sustituir a Jito Kok.
En junio de 2017, cambia de equipo en la A1 Ethniki, para formar parte del Promitheas Patras B.C. Sin embargo sólo permaneció allí un semestre, dejando el club para unirse a Boca Juniors de la Liga Nacional de Básquet de Argentina.
Durante las temporadas 2018-19 y 2019-20 jugaría en las filas del Ifaistos Limnou B.C. de la A1 Ethniki.
En noviembre de 2020, el pívot firma por el Lavrio B.C. de la A1 Ethniki, la primera división griega.
El 7 de enero de 2021, se compromete con el BC Prometey de la Superliga de Baloncesto de Ucrania.
El 15 de marzo de 2022, firma por el Ratiopharm Ulm de la Basketball Bundesliga, para cubrir la lesión de Cristiano Felicio.